# Sinopharm Group
Sinopharm Group Co., Ltd. (國藥控股股份有限公司, «Синофарм Груп» или «Синофарм Холдинг») — одна из крупнейших фармацевтических компаний Китая и Азии; входит в «большую тройку» фармацевтических компаний страны (наряду с China Resources Pharmaceutical Group и Shanghai Pharmaceuticals) и в сотню крупнейших компаний Китая. Основана в 2003 году, штаб-квартира расположена в Шанхае, контрольный пакет принадлежит China National Pharmaceutical Group.
Sinopharm Group специализируется на дистрибуции и логистике фармацевтической и медицинской продукции китайских и международных компаний, на розничных продажах лекарств через сеть аптек, на дистрибуции и лизинге медицинского оборудования, на производстве фармацевтической продукции, химических реагентов и лабораторных материалов. Sinopharm Group заняла 829-е место в списке Forbes Global 2000 за 2016 год.

## История
Sinopharm Group основана в январе 2003 года как совместное предприятие государственной компании China National Pharmaceutical Group (Пекин) и частной компании Fosun Pharmaceutical (Шанхай), входящей в состав многопрофильного конгломерата Fosun International. В 2009 году акции Sinopharm Group стали котироваться на Гонконгской фондовой бирже.
В 2013 году Институт биологических препаратов (Чэнду) компании Sinopharm Group разработал вакцину против энцефалита группы В. В 2020 году Институт биологических препаратов (Ухань) дочерней компании China National Biotec Group (Sinopharm CNBG) участвовал в разработке китайской вакцины против COVID-19.

### Вакцины против COVID-19
Sinopharm BBIBP-CorV, также известная как вакцина Sinopharm COVID-19, является одной из двух вакцин против инактивированного вируса COVID-19, разработанных Sinopharm. Испытания фазы III были завершены в Аргентине, Бахрейне, Египте, Марокко, Пакистане, Перу и Объединённых Арабских Эмиратах с более чем 60 000 участников. BBIBP-CorV использует аналогичную технологию с CoronaVac и BBV152, другими инактивированными вирусными вакцинами против COVID-19.
Рецензируемые результаты исследований фазы III в Объединённых Арабских Эмиратах и Бахрейне, опубликованные в JAMA, показали эффективность BBIBP-CorV на 78,1 % против симптоматических случаев и на 100 % против тяжелых случаев. В декабре 2020 года ОАЭ объявили промежуточные результаты, показывающие эффективность вакцины на 86 %. Несмотря на то, что РНК-вакцины показали более высокую эффективность (более 90 %), в некоторых странах они представляют проблемы с распространением, поскольку им требуются морозильные установки и специальный транспорт. BIBP-CorV можно транспортировать и хранить при нормальных температурах охлаждения.
BBIBP-CorV используется в кампаниях вакцинации в некоторых странах Азии, Африки, Южной Америки и Европы. К концу 2021 года Sinopharm рассчитывает произвести один миллиард доз BBIBP-CorV. 7 мая 2021 года Всемирная организация здравоохранения одобрила вакцину для использования в рамках COVAX.

## Акционеры
50,36 % акций Sinopharm Group принадлежат компании Sinopharm Industrial Investment, 6,64 % принадлежат компании China National Pharmaceutical Group, 43 % находятся в свободном обращении на Гонконгской фондовой бирже. Компанией Sinopharm Industrial Investment владеют государственный холдинг China National Pharmaceutical Group (51 %) и частная компания Fosun Pharmaceutical (49 %).